# Roddelblad

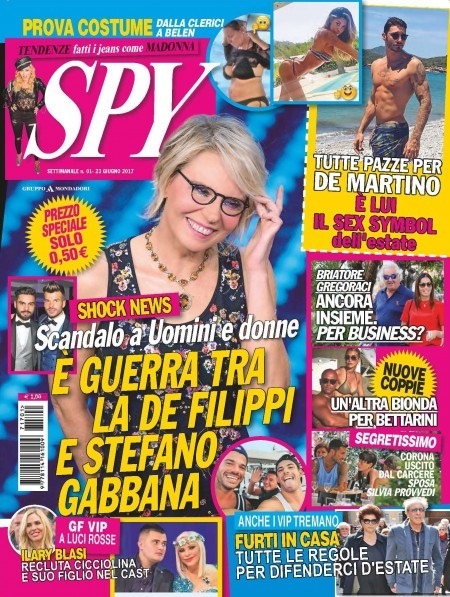
Roddelblad

In een roddelblad (ook wel humaninterestbladen of kortweg 'de bladen' genoemd) worden feiten en geruchten ("boze tongen beweren dat..."  of: "internationale deskundigen zijn van mening dat...") uit de persoonlijke levenssfeer breed uitgemeten over bekende figuren uit de showbusiness, over koninklijke families, staatshoofden, adellijke personen en andere bekendheden.

## Geschiedenis
Het tijdschrift Story was begin jaren 1970 in Nederland het eerste weekblad in dit genre. Toen dit blad al snel een oplage van vele honderdduizenden haalde, verschenen er meer titels, zoals Weekend, Party en vooral Privé. Aanvankelijk kregen ze nogal wat misprijzende reacties uit de serieuze media. Het verschijnsel roddelblad als zodanig is sindsdien stilzwijgend geaccepteerd, omdat er nu eenmaal een bewezen verband is tussen commercieel succes van artiesten en publiciteit over hun persoonlijke wederwaardigheden. Maken de bladen het te bont, dan komt er weleens een rechtszaak van, waar de uitgevers gewoon een budget voor hebben. Prins Claus was het eerste lid van het Koninklijk Huis dat publiekelijk zijn afkeer van de bladen heeft uitgedrukt, maar ook zijn zoon Willem-Alexander doet de nodige moeite om zich de paparazzi van het lijf te houden. 
In Vlaanderen bestaat ook een tak van Story. Verder kent men in dit genre het zeer populaire Dag Allemaal.
Een hoogtepunt naar de eigen maatstaven van deze bedrijfstak was ongetwijfeld de dood van prinses Diana in september 1997, waarbij extra edities werden uitgebracht. Er ontstond echter wel een discussie in de algemene media over de grenzen waaraan ook paparazzi zich zouden moeten houden; ze hadden in dit geval namelijk aanwijsbaar bijgedragen aan de kans op een dodelijk ongeluk.

## Juicekanalen
In 2021 winnen zogenaamde juicekanalen op sociale media aan populariteit. Deze online kanalen zullen, net als de roddelbladen, geruchten zonder bevestiging niet schuwen.